# Léopold-Émile Reutlinger

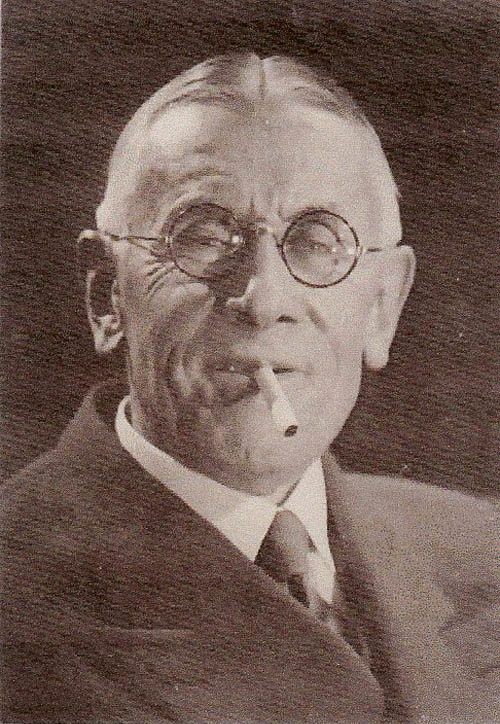
Léopold-Émile Reutlinger (ca. 1910)

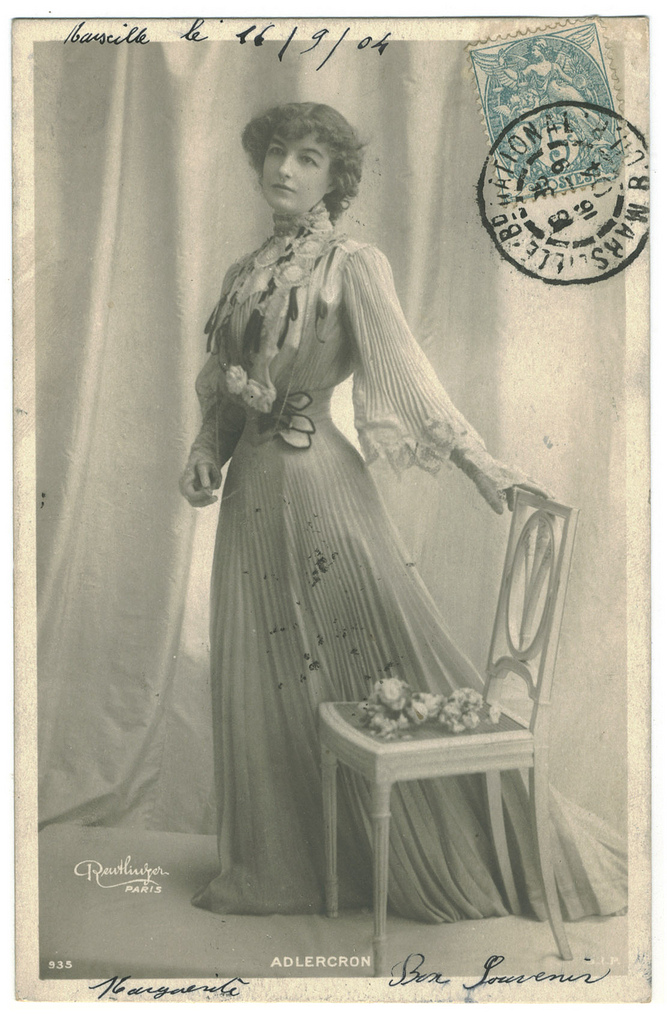
Eine als Postkarte verschickte Fotografie Reutlingers

Léopold-Émile Reutlinger (* 17. März 1863 in Callao (Peru); † 16. März 1937 in Paris) war ein französischer Fotograf, der aus einer erfolgreichen deutsch-jüdischen Fotografenfamilie stammte. Sein Onkel und der Begründer des Erfolgs war der Fotograf Charles Reutlinger, sein Vater der Fotograf Émile Reutlinger. Auch Léopold-Émiles Sohn Jean war Fotograf.

## Leben
Léopold-Émile Reutlinger wurde ebenfalls wie sein Onkel und sein Vater Fotograf. Er lebte bis 1883 in Callao und trat dann auf Drängen seines Vaters in das Studio in Paris ein, das sein Vater bereits seit 1880 allein führte. Léopold-Émile übernahm das Studio von seinem Vater nach 1890. Ähnlich wie sein Onkel machte er vom Anfang an Fotos von populären Schauspielerinnen und Opernsängerinnen. Bald machte er auch Mode- und Werbeaufnahmen und lichtete Stars der Vergnügungsstätten wie des Moulin Rouge und der Folies Bergère ab. Die Fotos wurden entweder an Magazine und Zeitungen verkauft oder als Postkarten vervielfältigt. Besonders das Geschäft mit Bildern im Ansichtskartenformat, die oft deutlich vom Jugendstil beeinflusst waren, war erfolgreich. Die Bilder wurden zum Teil koloriert und als Fotomontagen gestaltet. Léopold-Émile Reutlinger hatte mit 40 Jahren einen ausgezeichneten Ruf. Er übertrumpfte deutlich den Erfolg seines Onkels. Reutlinger gehörte auch zu den Pionieren der erotischen Fotografie. Er nahm unter anderem Mata Hari, Cléo de Mérode, Sarah Bernhardt, Léonie Yahne, Anna Held, Rita Leon und Lina Cavalieri auf.

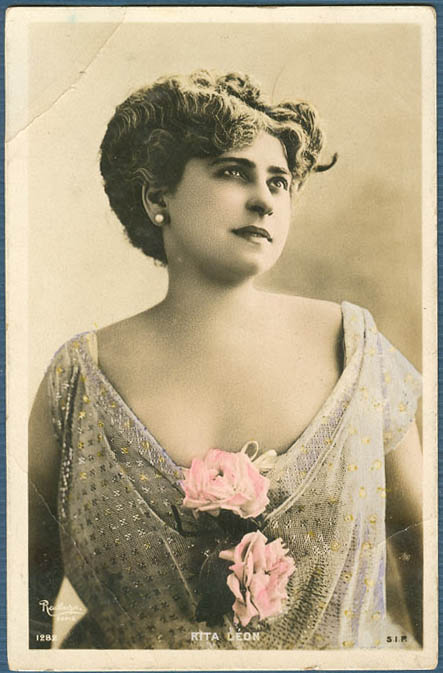
Rita Leon

1891 wurde sein Sohn Jean geboren, der seit 1910 mit dem Vater als Fotograf zusammenarbeitete. Wegen des Ersten Weltkriegs wurde Jean einberufen und fiel bereits zu Beginn des Krieges im Jahr 1914.
1930 erlitt Léopold-Émile Reutlinger eine Augenverletzung durch einen Champagnerkorken, der ihn das Sehvermögen auf einem Auge kostete und ihn bei seinem Beruf erheblich beeinträchtigte. Doch er führte das Atelier bis zu seinem Tod 1937 weiter.

## Video
- La Belle Otero sous l'objectif de Reutlinger (DVD), Edition du Compas 2009, ISBN 978-2-35029-004-1